# 6767 Ширвіндт
6767 Ширвіндт (6767 Shirvindt) — астероїд головного поясу, відкритий 6 січня 1983 року.
Тіссеранів параметр щодо Юпітера — 3,347.